# Kanduhulhudhoo
Kanduhulhudhoo is een van de bewoonde eilanden van het Gaafu Alif-atol behorende tot de Maldiven.

## Demografie
Kanduhulhudhoo telt (stand maart 2007) 419 vrouwen en 415 mannen.